# فیلینیانو
فیلینیانو (به ایتالیایی: Filignano) یک کومونه در ایتالیا است که در استان ایسرنیا واقع شده‌است.

## خصوصیات
فیلینیانو ۳۰٫۸۸ کیلومترمربع مساحت و ۶۶۶ نفر جمعیت دارد و ۴۶۰ متر بالاتر از سطح دریا واقع شده‌است.